# Ахурик
Ахурик (на арменски: Ախուրիկ) е село и община в Армения, област Ширак. Според Националната статистическа служба на Армения през 2012 г. общината има 1238 жители.

## Демография
Броят на населението в годините 1886–2004 е както следва: